# Лагно, Дионисий Андроникович
Дионисий Андроникович Лагно (1878 — после 1907) — российский депутат второй Государственной Думы от Киевской губернии, член Трудовой группы.

## Биография
Д.А. Лагно родился в украинской крестьянской семье в селе Новая Осота Чигиринского уезда Киевской губернии. Закончил церковно-приходскую школу. Владелец двух десятин земли, занимался столярным ремеслом.
Женился на Дарье, имел 5-х детей.
Бежал в Англию, оставив семью позади. С целью эмиграции 28 мая 1911 года отплыл из Ливерпуля на корабле Celtic в США. Прибыл в Нью Йорк 5 июня 1911 года. Сменил имя на John Ande Lagow.
Прожив большую часть времени в штате Мичиган до 1924 года, в суде Circuit, Wayne County в Детройте запросил гражданство США. Дело рассматривалось 8 лет, в результате чего запрос был отклонен.
23 июня 1960 года женился на Анне Пардион, уроженке Польши. 30 декабря 1960 года получил гражданство США.
Умер 22 января в 1968 году и был похоронен в Лос Анжелесе, Калифорния.

## Политическая деятельность
6 февраля 1907 г. Лагно был избран во вторую Государственную Думу на съезде уполномоченных от волостей Киевской губернии. Будучи депутатом, вошёл в Трудовую группу и фракцию Крестьянского союза. Был членом комиссии о преобразовании местного суда. После роспуска второй Думы в депутаты более не переизбирался. 